# Kholumolumo
Kholumolumo ellenbergerorum, Thotobolosaurus, Kholumolumosaurus
Genre
Espèce
Kholumolumo (également appelé par le passé Thotobolosaurus et Kholumolumosaurus, qui sont des noms informels) est un genre de dinosaures prosauropodes du Trias (très probablement Norien) retrouvé en 1955 près de Maphutseng, au Lesotho.
Bien que les fossiles aient été abordés dans la littérature scientifique depuis les années 1950,, ce dinosaure africain n'avait jamais été décrit formellement jusqu'à très récemment. L'espèce-type est Kholumolumo ellenbergerorum, érigée par Claire Peyre de Fabrègues et Ronan Allain en 2020.

## Étymologie
Le nom générique provient du sesotho kholumolumo, désignant une créature mythologique du folklore sotho souvent décrite comme une sorte de dragon et dont les Basotho se servent pour parler des dinosaures, faute de mot plus adéquat dans leur langage.
Le nom spécifique ellenbergerorum honore les frères Paul et François Ellenberger, un pasteur (missionnaire au Lesotho) et un géologue, qui ont mené les fouilles sur le gisement et ont énormément contribué à améliorer les connaissances sur le Lesotho, particulièrement dans les domaines de la géologie et de la paléontologie.